# Karina - Dagens arbejde (nr. 2)
Karina - Dagens arbejde (nr. 2) er en dansk dokumentarfilm fra 1979 instrueret af Hans Skov Jürgensen, Peter Jürgensen og Jesper Glatved og efter disses eget manuskript.
Filmen er den første af en serie på fire film; de øvrige tre er Karina - Morgen i huset  (nr. 1), Karina - Hjemme og i byen (nr. 3) og Karina - Pligter og leg (nr. 4).

## Handling
Karina er en tre år gammel pige, som bor i højlandet i det sydamerikanske land Ecuador. De fire film fortæller på en enkel måde om dagligdagen, som den former sig for pigen og hendes familie. Filmene kommer ind på emner som boligforhold, påklædning, familiens sociale liv, arbejdet på markerne og derhjemme, forholdet mellem byen og landet, sanitære forhold mm. En speaker supplerer fyldigt, hvad der ses på billederne i filmene. Filmene henvender sig til børnehavebørn og til børn i de første skoleklasser. I denne anden film ser man, hvordan alle i familien deltager i dagens markarbejde. Marken skal gøres klar til såning. Karinas lillebror Diego, er den eneste, der ikke deltager i arbejdet. Han ser på fra sin mors ryg. Hjemme igen laver kvinderne mad, og bedstefaderen fletter måtter, som sælges i byen. Der spises på verandaen, og Karina vasker op bagefter. Til sidst i filmen ses bedstefaderen pløje jorden med en gammeldags plov.